# Бубликов, Фёдор Борисович
Фёдор Бори́сович Бу́бликов (23 января [5 февраля] 1915, Михайловская, Терская область — 20 марта 1972, Грозный) — военный лётчик, капитан (1944), участник Великой Отечественной войны, Герой Советского Союза (2 августа 1944).

## Биография
Родился 23 января (5 февраля) 1915 года в станице Михайловская (ныне районный центр в Чеченской Республике). Русский. Родом был из сунженских казаков. Отец его — бывалый казак, храбро бился с беляками и интервентами в гражданскую. Сыну завещал не терять казацкой чести и идти служить в кавалерию. Только Федору не довелось гарцевать на красавце скакуне и рубить саблей С 1929 года жил в городе Грозный. В 1930 году окончил 8 классов школы. Работал в депо подъездных путей объединения «Грознефть». В 1935 году окончил Грозненский аэроклуб, в 1935–1936 годах — школу инструкторов УОШПА ОСОАВИАХИМа. В 1936—1938 — лётчик-инструктор Грозненского аэроклуба.
В армии с сентября 1938 года. Служил шофёром в 111-м батальоне аэродромного обслуживания (в городе Шяуляй, Литва). С началом Великой Отечественной войны в 7-й смешанной авиационной дивизии прошёл обучение ночным полётам на самолёте У-2.
Участник Великой Отечественной войны: в октябре 1941-июне 1942 — лётчик 304-й отдельной легкобомбардировочной авиационной эскадрильи. Воевал на Северо-Западном фронте. Совершил 130 ночных боевых вылетов на бомбардировщике У-2 (По-2). Участвовал в Демянской операции и боях в районе города Старая Русса.
В июне-октябре 1942 года в 8-м отдельном учебно-тренировочном полку (на Северо-Западном фронте) прошёл переобучение на штурмовик Ил-2.
В ноябре 1942-марте 1945 — лётчик, старший лётчик, заместитель командира и командир авиаэскадрильи 74-го (с марта 1943 — 70-го гвардейского) штурмового авиационного полка. С марта 1945 — командир авиаэскадрильи 33-го гвардейского штурмового авиационного полка. Воевал на Северо-Западном, 2-м и 1-м Белорусском фронтах. Участвовал в блокаде и ликвидации Демянского плацдарма противника, освобождении Белоруссии, в Висло-Одерской, Восточно-Померанской и Берлинской операциях.

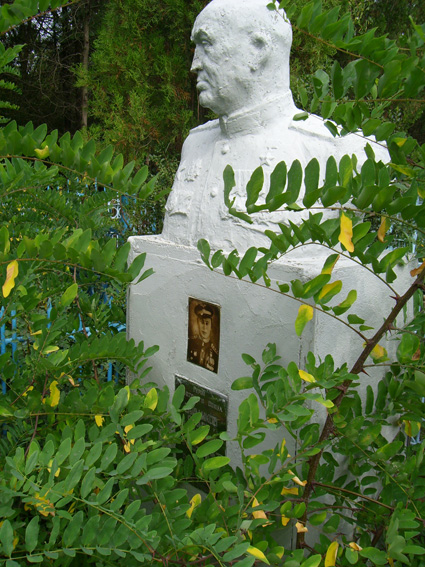
Надгробный памятник Ф. Б. Бубликову на Центральном кладбище в Грозном

К апрелю 1944 года совершил 212 боевых вылетов (130 — на бомбардировщике У-2 (По-2) и 82 — на штурмовике Ил-2). В воздушных боях сбил три самолёта противника и четыре уничтожил на аэродромах. Был дважды контужен (20.08.1943 и 5.11.1944).
За мужество и героизм, проявленные в боях, Указом Президиума Верховного Совета СССР от 2 августа 1944 года гвардии старшему лейтенанту Бубликову Фёдору Борисовичу присвоено звание Героя Советского Союза с вручением ордена Ленина и медали «Золотая Звезда».
После войны продолжал командовать авиаэскадрильей в ВВС (в Группе советских войск в Германии). С сентября 1946 капитан Ф. В. Бубликов — в запасе.
Жил и работал в городе Грозный. Умер 20 марта 1972 года. Похоронен на Центральном кладбище в Грозном. Могила является памятником регионального значения. По данным от 2010 года находится в неудовлетворительном состоянии.

## Память

Памятный знак в честь Героя СССР Фёдора Бубликова в Грозном

В 2010 году в Грозном открыт мемориальный комплекс «Аллея Славы», где установлены барельеф и памятная доска в честь Героя.

## Награды
- Герой Советского Союза (2.08.1944)
- орден Ленина (2.08.1944)
- 3 ордена Красного Знамени (23.03.1943, 21.08.1943, 6.02.1945)
- Орден Александра Невского (23.02.1944)
- орден Красной Звезды (12.07.1942)
- медали